# 波哈康鎮區 (新澤西州)
波哈康鎮區（英語：Pohatcong Township）是位於美國新澤西州沃倫縣的一個鎮區。

## 地方資料
波哈康鎮區的面積為35.63平方千米，當中陸地面積為34.63平方千米，而水域面積為1.00平方千米。根據2020年美國人口普查的數據，當地共有人口3241人，而人口密度為每平方千米90.96人。